# Algoritmo di Chudnovsky
L'algoritmo di Chudnovsky rappresenta un metodo veloce per il calcolo delle cifre decimali della costante Pi greco. Fu pubblicato dai Fratelli Čudnovskij nel 1989, ed usato per ottenere il record mondiale con il calcolo di 2,7 bilioni di cifre decimali di π nel dicembre del 2009, 5 bilioni di cifre decimali nell'agosto del 2010, 10 bilioni di cifre decimali nell'ottobre del 2011 e 12,1 bilioni di decimali del dicembre del 2013, 62,83 bilioni di cifre decimali nel 2022.
L'algoritmo di basa sul numero di Heegner negato {\displaystyle d=-163}, la funzione j {\displaystyle j{\big (}{\tfrac {1+{\sqrt {-163}}}{2}}{\big )}=-640320^{3}} e sulla rapida convergenza della serie ipergeometrica generalizzata:
{\displaystyle {\frac {1}{\pi }}=12\sum _{k=0}^{\infty }{\frac {(-1)^{k}(6k)!(545140134k+13591409)}{(3k)!(k!)^{3}(640320^{3})^{k+1/2}}}.\!}
Si noti che 545140134 = 163 x 3344418 e,
{\displaystyle e^{\pi {\sqrt {163}}}\approx 640320^{3}+743.99999999999925\dots }
Questa identità è simile a quella di alcune formule di Ramanujan che riguardano π ed è un esempio di una Serie di Ramanujan–Sato.